# Лятичув (Люблінське воєводство)
Лятичув (пол. Latyczów) — село в Польщі, у гміні Красностав Красноставського повіту Люблінського воєводства.
Населення — 411 осіб (2011).
У 1975-1998 роках село належало до Холмського воєводства.

## Демографія
Демографічна структура станом на 31 березня 2011 року:
|          | Загалом | Допрацездатний вік | Працездатний вік | Постпрацездатний вік |
| -------- | ------- | ------------------ | ---------------- | -------------------- |
| Чоловіки | 210     | 34                 | 147              | 29                   |
| Жінки    | 201     | 29                 | 114              | 58                   |
| Разом    | 411     | 63                 | 261              | 87                   |